# Portoviejo
Portoviejo,  La Villa Nueva de San Gregorio de Portoviejo, é uma cidade do Equador.  Foi fundada em 1535 pelos espanhóis perto da costa, e movida em 1628 para o local atual, no interior, devido a ataques indígenas. Portoviejo foi das cidades do Equador mais devastadas pelo sismo de 2016.